# 천체화학
천체화학(天體化學, 영어: Astrochemistry)은 천문학과 화학의 결합이다. 우주화학(宇宙化學, 영어: Cosmochemistry)은 천체화학의 분과이다. 행성계의 대기, 성간물질 등을 연구한다. 

## 같이 보기
- 천체분광학
- 분자운